# IC 3451
IC 3451 је спирална галаксија у сазвјежђу Береникина коса која се налази на листи објеката дубоког неба у Индекс каталогу.
Деклинација објекта је + 28° 51' 20" а ректасцензија 12h 31m 24,0s. Привидна величина (магнитуда) објекта IC 3451 износи 14,6 а фотографска магнитуда 15,4. IC 3451 је још познат и под ознакама MCG 5-30-11, NPM1G +29.0244, PGC 41437.